# Akomodacja (psychologia)
Akomodacja – termin wprowadzony do psychologii przez Jeana Piageta. Oznacza zmianę istniejących lub utworzenie nowych struktur poznawczych w celu lepszego dopasowania się do środowiska.
Przykładem akomodacji może być dziecko, które nazywa muchę "ptaszkiem" (asymiluje do istniejącego schematu) i dowiaduje się, że mucha nie jest ptaszkiem, ale owadem. W tym momencie schemat dziecka "to, co lata, jest ptaszkiem" zostaje zaakomodowany do nowej informacji: "to, co lata, jest ptaszkiem lub owadem".